# Zdzisław Krasnodębski

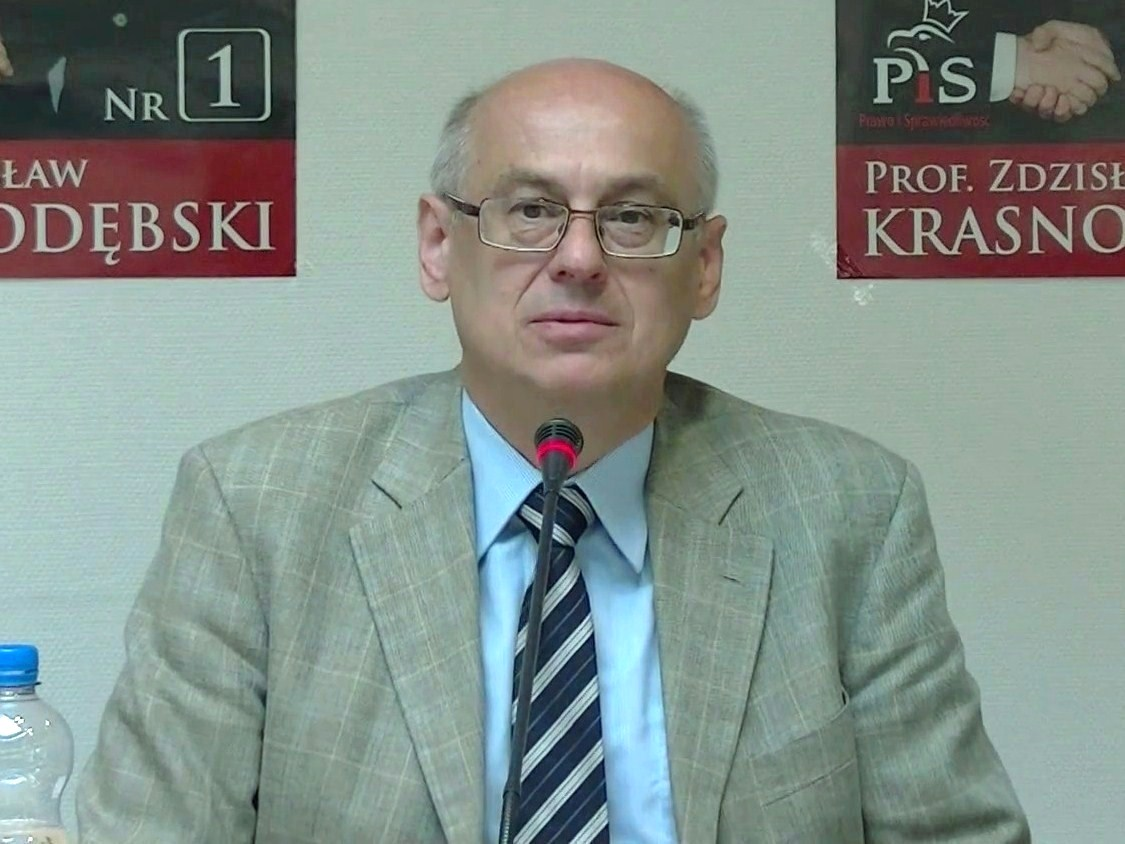
Zdzisław Krasnodębski

Zdzisław Marek Krasnodębski (* 11. April 1953 in Choszczno) ist ein polnischer Soziologie-Professor sowie Politiker der nationalkonservativen Partei Recht und Gerechtigkeit (PiS), die er von 2014 bis 2024 im Europäischen Parlament vertrat.

## Leben
Nach dem Abitur in der Kreisstadt Grójec (1972) studierte Krasnodębski in Warschau Philosophie und Soziologie. Nach dem Examen fand er eine Anstellung als wissenschaftlicher Mitarbeiter an der Warschauer Universität. 1979 bis 1981 konnte er dank eines Stipendiums an der Ruhr-Universität in Bochum studieren. 1984 wurde er in Warschau promoviert. Doch erst nach der politischen Wende von 1989/90 wurde seine Habilitationsschrift mit dem Titel „Der Niedergang der Fortschrittsidee“ angenommen.
Vom 1. Oktober 1991 bis zum 15. Februar 1992 lehrte er „Soziologische Theorie“ als Gastprofessor an der Universität Kassel. Von 1995 an war er bis zu seiner Pensionierung 2018 Professor an der Universität Bremen. Von 2001 bis 2011 war er überdies außerordentlicher Professor an der katholischen Kardinal-Stefan-Wyszyński-Universität in Warschau.

## Politische Karriere
2005 trat Krasnodębski dem Komitee zur Unterstützung der Kandidatur Lech Kaczyńskis bei den Präsidentenwahlen bei. Von 2005 bis 2007 gehörte er zum Beraterstab von dessen Zwillingsbruder Jarosław Kaczyński, der in dieser Zeit die Regierung führte. Er trat besonders als Kritiker der polnischen Liberalen und Linksliberalen in Erscheinung, denen er vorwarf, nationale Traditionen und das kollektive Gedächtnis der Polen zu ignorieren, sowie der Vorsitzenden des Bundes der Vertriebenen, der CDU-Abgeordneten Erika Steinbach. Den deutschen Polen-Korrespondenten warf er vor, „antipolnisch“ eingestellt zu sein.
2014 trat er dem Programmbeirat der von Jarosław Kaczyński geführten Partei Recht und Gerechtigkeit (PiS) bei. Im selben Jahr wurde er für die PiS als Vertreter Warschaus ins Europa-Parlament gewählt. Dort ist er Mitglied im Ausschuss für Beschäftigung und soziale Angelegenheiten und in der Delegation für die Beziehungen zu den Vereinigten Staaten.
Nach polnischen Presseberichten hatte der PiS-Vorsitzende erwogen, Krasnodębski als Kandidaten für die Präsidentenwahlen 2015 aufzubauen. Doch habe Kaczyński davon wieder Abstand genommen, da sich nach seiner Einschätzung Krasnodębski in der polnischen Öffentlichkeit zu wenig engagiere.
Am 1. März 2018 wurde Krasnodębski als Nachfolger des abgewählten PiS-Politikers Ryszard Czarnecki zum Vizepräsidenten des Europäischen Parlaments gewählt. Bei der Europawahl 2019 konnte er sein Mandat verteidigen. Doch wurde er von der PiS nicht mehr als Kandidat für die Europawahl 2024 nominiert. An die Adresse des PiS-Vorsitzenden Jarosław Kaczyński gerichtet nannte er es einen „schweren Fehler“, auf Kandidaten mit Erfahrung und Kompetenz zu verzichten.

## Zitat
Zum russischen Überfall auf die Ukraine erklärte Krasnodębski im August 2022:
Ich denke, dass die Bedrohung unserer Souveränität durch den Westen größer ist als die durch den Osten. Das ist natürlich paradox, Russland ist brutal, Russland kann einen Krieg erklären, aber die Polen wissen im geistigen wie psychologischen Sinne, wie mit dieser Gefahr umzugehen ist. Putin teilt uns nicht, sondern verbindet uns. Die EU bedient sich dagegen anderer Mittel: Ermunterungen, Geld, Soft Power, ganz sicherlich auch ihrer Attraktivität.

## Veröffentlichungen
- zusammen mit Rainer Adolphi und Andrzej Gniazdowski Philosophische Anthropologie zwischen Soziologie und Geschichtsphilosophie. Verlag Traugott Bautz, Nordhausen 2018, ISBN 978-3-95948-356-8.